# ایزابلا (فیلم ۱۹۸۸)
«ایزابلا» (انگلیسی: Isabella) فیلمی در ژانر رمانتیک و درام است که در سال ۱۹۸۸ منتشر شد.